# Sideshow

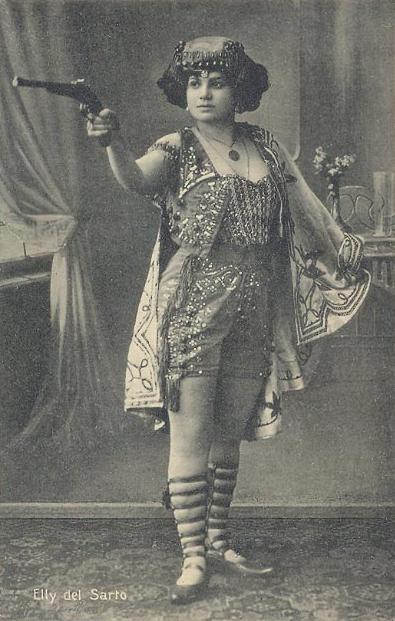
Un'artista da sideshow c. 1910

Negli Stati Uniti, un sideshow è uno spettacolo secondario che si associa a un circo, un luna park, una fiera o altre attrazioni di questo tipo.

## Generi di spettacolo
Esistono quattro principali classici generi di sideshow:
- Il "Ten-in-One" (It. Dieci in uno") offre un programma di dieci esibizioni una di seguito all'altra a cui si può assistere pagando un solo biglietto di ingresso. Il "Ten-in-One" può essere in parte un freak show che esibisce "fenomeni umani" (nani, giganti o persone nate con deformità di vario tipo, iper-tatuati, uomini o donne cannone), o i magrissimi "scheletri umani" come il celebre Isaac W. Sprague. Tuttavia per garantire la varietà le esibizioni includono anche spettacoli di magia e giochi di prestigio o di acrobazie. Anche i protagonisti del freak show talvolta si esibiscono anche in qualche numero e spesso vendono ricordini come le loro foto autografate. Lo spettacolo spesso si conclude con un "blowoff" o un "ding", cioè un numero a sorpresa non annunciato al pubblico all'esterno che può essere visto versando un obolo supplementare. Tale numero spesso viene presentato come non adatto e troppo "forte" per donne e bambini per attrarre la curiosità degli uomini.
- Il The "Single-O" è una singola attrazione o curiosità, come ad esempio un baraccone che promette di esporre "l'auto in cui sono morti Bonnie & Clyde"[1], i "topi giganti" (in genere semplici nutrie) o altri animali strani, creature mostruose (spesso ben realizzate ma finte come la celebre Sirena delle Figi, di cui un esempio è la Sirena di Modena) o un geek show.
- Il "Museo", che viene ingannevolmente chiamato con nomi tipo "Le più grandi stranezze del mondo, di oggi e di ieri", è un sideshow che in genere non presenta attrazioni viventi. Può includere cose come un acquario con dentro dei piranha o gabbie con animali strani, capi di bestiame deformi imbalsamati, oggetti come le armi o le macchine di celebri criminali, scene ricostruite grazie a manichini o anche le semplici foto delle attrazioni promesse.
- Il "Girl Show" è uno spettacolo in cui ragazze o donne sono l'attrazione principale. Lo spettacolo può variare da una sorta di rivista in cui le artiste sono completamente vestite ai più piccanti "kootch" o "hootchie-kootchie" che sono sostanzialmente degli spogliarelli più o meno spinti.[2]

## I numeri tipici

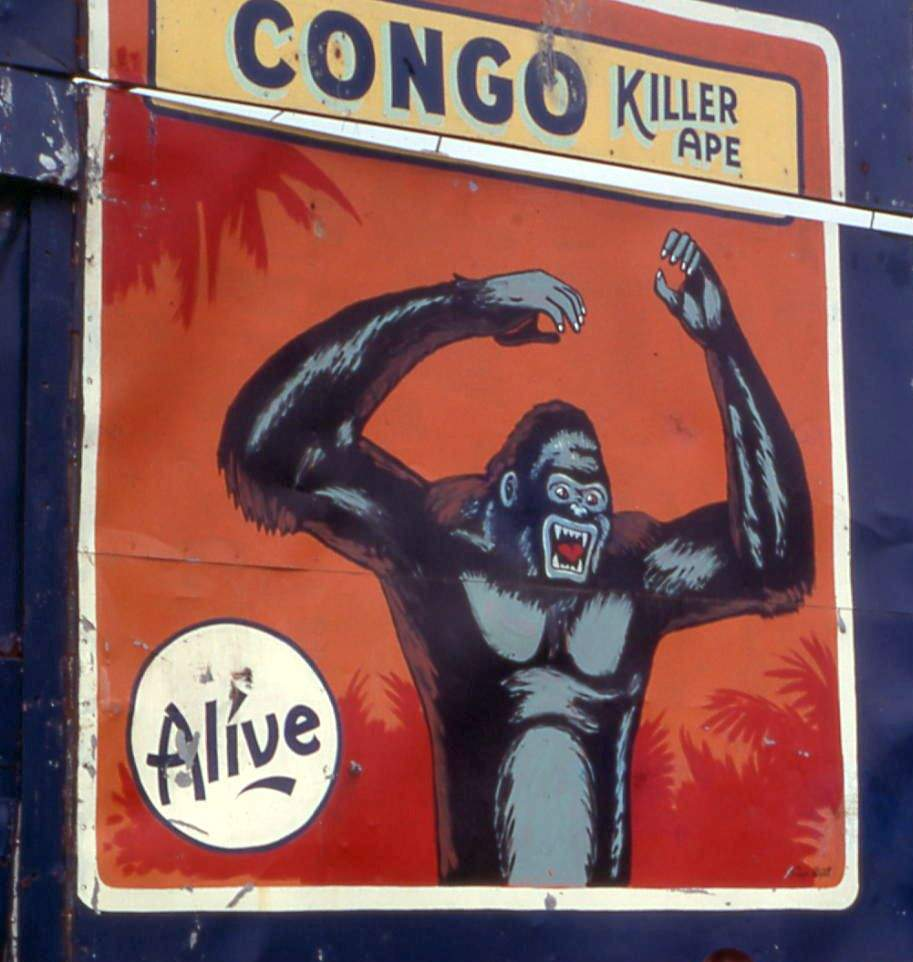
Avviso pubblicitario di un sideshow ormai in decadenza, Florida, 1966

Le esibizioni nei sideshow spesso consistevano in acrobazie o imprese pericolose e dolorose sulle quali si poteva sempre contare per impressionare il pubblico. Anche se talvolta i media hanno spiegato alcuni dei trucchi usati per realizzare tali "imprese" nella maggior parte dei casi il trucco consiste semplicemente nel fatto che non c'è alcun trucco: l'artista fa davvero quello che sembra fare. Mangiafuoco, ingoiatori di spade, lanciatori di coltelli, fachiri sono i tipici esempi di artisti che si può trovare in un sideshow.

## Il declino e la rinascita

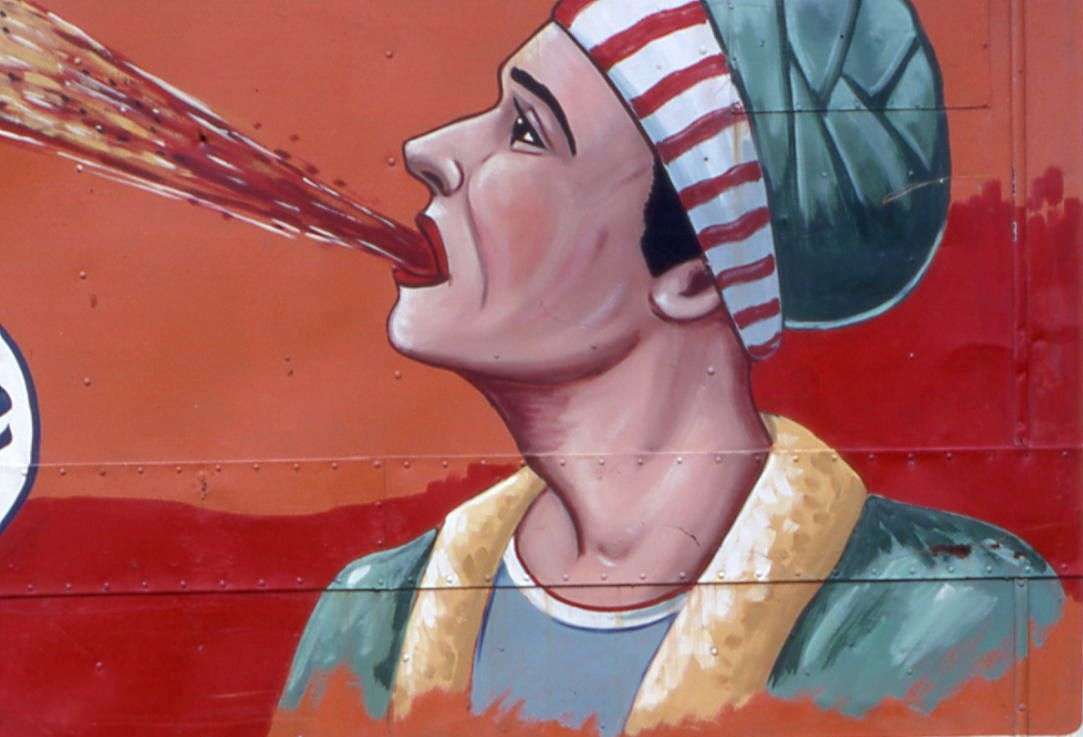
Dipinto su un camion che trasporta un sideshow, un mangiafuoco, Florida, 1966

L'interesse verso i sideshow iniziò a calare grazie alla televisione, che rese semplice (e gratuito) potere vedere attrazione esotiche da tutto il mondo. Inoltre il cambiamento della morale e della sensibilità comune fece giudicare come una cosa di cattivo gusto andare a guardare i "fenomeni umani" e molte località emanarono leggi che proibivano tali esibizioni. Gli artisti spesso protestarono (invano) sostenendo che a loro esibirsi nei sideshows andava bene perché forniva loro una buona fonte di reddito e in vari casi era in effetti l'unico modo che avessero per mantenersi. I sideshow sembrarono così destinati all'oblio e ne rimasero molto pochi in attività.
All'inizio degli anni novanta Jim Rose inventò una forma di sideshow moderna chiamata il Jim Rose Circus, che reinventava questo tipo di spettacolo con due tipi di numeri che riuscivano ad attrarre il pubblico e a rimanere all'interno delle leggi. Lo spettacolo conteneva numeri che rinverdivano il sideshow tradizionale, portando alcune esibizioni all'estremo con artisti (che spesso presentavano modificazioni corporali volontarie) che si cimentavano in performance bizzarre e masochistiche come mangiare insetti vivi, sollevare pesi tramite ganci e uncini agganciati ai loro piercing o fissarsi banconote alla fronte con dei punti metallici. Lo spettacolo ottenne un successo ben superiore a quello dei vecchi sideshow, attraendo un pubblico diverso come ad esempio quello dei festival rock. L'ultima esibizione del Jim Rose Circus si è tenuta nel 2013 al London Burlesque Festival.
L'esperienza di Jim Rose è stata di ispirazione a una nuova generazione di artisti ed attualmente i sideshow in attività sono nuovamente numerosi.